# ジャッジ 裁かれる判事
『ジャッジ 裁かれる判事』（ジャッジさばかれるはんじ、The Judge）は2014年のアメリカ合衆国の法廷ドラマ映画。ロバート・ダウニー・Jrとロバート・デュヴァルが親子を演じ、デュヴァルがアカデミー賞助演男優賞にノミネートされた。監督のデヴィッド・ドブキンが脚本家のニック・シェンクと共に原案も手がけている。

## ストーリー
ヘンリー・”ハンク”・パーマーはイリノイ州シカゴ在住の被告側弁護士で、依頼人のためにはダーティな手法も辞さないやり方で順調な人生を送っている。ハンクの元に、インディアナ州の小さな町に暮らす兄のグレンから母が亡くなったと電話がかかってくる。ハンクは妻との離婚協議中で、娘の親権争いをしている最中だったが裁判を抜け出し地元に向かう。葬式でグレンや知的障害者の弟デイル、そして父親のジョセフ・パーマー判事と再会する。ハンクとジョセフは、ずっと仲違いをしていた。葬式の後、ジョセフはハンク兄弟と別れて買い物に出かける。
翌朝、ハンクはジョセフの車に傷がついているのに気が付く。シカゴへ戻る飛行機の中で、ハンクは兄からの電話でジョセフがひき逃げの容疑で警察から取り調べを受けていることを知る。ジョセフの車から検出された血液の型が、犠牲者のマーク・ブラックウェルの血液型と一致したのだ。被害者のマークは、かつて少女の殺人未遂で起訴されたが、判事のジョセフは更生の余地ありとして減刑した。しかしマークは出所後、その少女を殺し、今度は20年の実刑判決を受け、そして出所したところだった。
殺人罪で起訴されたジョセフに、ハンクは弁護を申し出る。一度は拒絶されるが、ジョセフが雇った新人弁護士が途中で降りたため、弁護を引き受けることになる。ジョセフには事故当時の記憶がなかった。ハンクは、ジョセフが末期がんで化学療法を受けており、薬の副作用で記憶障害を起こしている事を知る。ハンクは、これで裁判を有利に運べると考えたが、ジョセフは判事の誇りにかけても記憶障害があることを打ち明けられないと拒否する。化学療法を開始してから関わった1年分の裁判の信憑性が損なわれてしまう可能性があるからだ。
検察官のディッカムは、事件当時の監視カメラを分析し、ジョセフの証言に矛盾点があることを見破る。法廷で問題の映像を見たジョセフは体調を崩して倒れ、裁判は一時中止となる。病院でジョセフは、ビデオを見て記憶が蘇ったとハンクに告白する。事件の夜、ジョセフはマークとコンビニで出会い、死んだ妻を侮辱されていたのだ。
法廷で、ディッカムの「故意に殺したと思うか」という問いに、ジョセフはハンクの制止も聞かずに「はい」と答える。ハンクの最終尋問、なぜマークの刑を軽くしたのかという問いに、ジョセフは息子の姿が重なり助けたくなったからだと答える。ハンクは、法廷の職員を呼び、ジョセフに名前を尋ねるが、ジョセフは長年一緒に仕事をしていた相手のことを覚えていなかった。陪審員たちはジョセフの記憶障害を認め、第一級殺人では無罪、故殺では有罪との判断を下す。裁判長は懲役4年の判決を言い渡した。
それから7ヶ月後、故郷に戻ったハンクは、恩赦を受けたジョセフと再会し和解するが、まもなくジョセフは息を引き取った。裁判所には半旗が掲げられたのだった。

## キャスト
※括弧内は日本語吹替
- ヘンリー・”ハンク”・パーマー - ロバート・ダウニー・Jr（藤原啓治）
- ジョセフ・パーマー判事 - ロバート・デュヴァル（大木民夫）
- サマンサ・パウエル - ヴェラ・ファーミガ（ちふゆ）
- グレン・パーマー - ヴィンセント・ドノフリオ（楠見尚己）
- デイル・パーマー - ジェレミー・ストロング（粟野志門）
- ドワイト・ディッカム - ビリー・ボブ・ソーントン（中村秀利）
- リサ・パーマー - サラ・ランカスター
- マイク・カッテン - デヴィッド・クラムホルツ
- ローレン・パーマー - エマ・トレンブリー
- ウォーレン判事 - ケン・ハワード
- カーラ・パウエル - レイトン・ミースター（弓場沙織）
- C・P・ケネディ - ダックス・シェパード（中尾一貴）
- ドク・モリス - デニス・オヘア
- ジュリー・フォアマン - フランク・リドリー
- アニタ・ブラックウェル - グレイス・ザブリスキー
- マーク・ブラックウェル - マーク・キーリィ（英語版）
- ハンソン保安官代理 - バルサザール・ゲティ（野坂尚也）

## 製作

### プリ・プロダクション
本作の脚本は元々、ニック・シェンクが執筆したものであったが、2011年3月にデヴィッド・サイドラーによって手直しされた。2013年4月にはビル・ダビュークの手も加えられた。
当初、ワーナーはジャック・ニコルソンにジョセフ役のオファーを出したが、断られてしまったため、ロバート・デュヴァルにオファーを出すことになった。2013年3月には、ロバート・デュヴァル、ヴィンセント・ドノフリオ、ヴェラ・ファーミガ、ダックス・シェパードが出演することが決まったと報じられた。

### 撮影
主要撮影は2013年5月31日にマサチューセッツ州シェルバーン・フォールスで開始された。他にもマサチューセッツ州アトルボロ、ベルモント、デダム、サンダーランド、ウォルサム、ウースターやペンシルベニア州でロケが行われた。
なお、本作はインディアナ州の架空の町カーリンヴィルを舞台としている。

### 音楽
2014年2月27日、トーマス・ニューマンが本作の楽曲を作曲することになったと報じられた。ウォータータワー・ミュージックが本作のサウンドトラックを2014年10月7日に発売した。

## 公開
本作は2014年9月4日より開催された第38回トロント国際映画祭のオープニング作品として上映された。10月1日にはロサンゼルスのビバリーヒルズにある映画芸術科学アカデミーでプレミアを迎えた。本作は10月10日にアメリカで封切られた。

### 興行収入
2014年10月10日に全米3003館で封切られた本作は公開初週末に1310万ドルを稼ぎ出し、週末興行収入ランキング初登場5位となった。

## 評価

### 批評家からの評価
本作におけるロバート・ダウニー・Jrとロバート・デュヴァルの演技は絶賛されているが、作品全体の評価は芳しくない。映画批評集積サイトRotten Tomatoesには178件のレビューがあり、批評家支持率は47%、平均点は10点満点で5.6点となっている。サイト側による批評のまとめは「実力派俳優をキャストに迎えて、撮影も見事なものではあるが、内容は陳腐としか言いようがない。とはいえ、『ジャッジ 裁かれる判事』は午後にやってくる観客の大半を確保することはできるだろう。」となっている。また、Metacriticには39件のレビューがあり、加重平均値は48/100となっている。
映画批評家のリチャード・ローパーは本作にC評価を与え「これほど個性がないのは驚くべきことだ。」と述べた。

### 受賞
本作の演技によってロバート・デュヴァルは第18回ハリウッド映画賞の助演男優賞を受賞した。